# Accra Sports Stadium
Le Accra Sports Stadium est un stade de football situé à Accra au Ghana. Sa capacité est de 40 000 places. Il accueille les matches de l'équipe du Ghana de football, et du club de la capitale Hearts of Oak.

## Historique

### Drame du 9 mai 2001
Le 9 mai 2001 se déroule, dans ce stade, la rencontre du sommet du championnat ghanéen entre les équipes d'Hearts of Oak et l'Asante Kotoko. Furieux de voir leur équipe rejointe puis menée au score en fin de match (2-1), sur un but litigieux, certains supporters de l'Asante de Kotoko décident de manifester leur mécontentement en utilisant des engins pyrotechniques et en arrachant des sièges des tribunes pour les jeter sur la pelouse. Les policiers présents s'interposent alors et dispersent la foule à l'aide de gaz lacrymogène. Les supporters qui ont tenté de s'enfuir se retrouvent piégés, les portes du stade étant closes et une bousculade meurtrière fait 127 morts principalement d'asphyxie ou piétinées et une centaine de blessés. 
En mémoire de ce drame, le stade reconstruit est baptisé Ohene Djan Stadium et une statue est présente sur le parvis de l’enceinte. C'est le drame le plus meurtrier qu'ait connu le football africain.
En juin 2011, le stade reprend son nom original. Avec le Cape Coast Sports Stadium, le stade d'Accra est l'un des deux retenus pour accueillir la Coupe d'Afrique des nations féminine de football 2018.